# Tetravex
A Tetravex egyszemélyes puzzle számítógépes táblás játék. A győzelemhez az összes négyzetet egymást követően kell bepakolni a táblába.

## Nézet
A játék 4x4-es négyzetarányos táblán játszódik. A tábla mellett 16 darab háromszögekben négyfelé osztott kocka található. Ezekben a háromszögekben színek/számok találhatóak 0-9-ig.

## Játékmenet
A játékosnak úgy kell belerakni a kockákat a táblába, hogy a kockák minden oldalán azonos szín/szám következzen. Pl. amelyiken baloldalt 4-es van, a mellette balra lévő kockának a jobb oldalán kell 4-esnek lennie.
A játék akkor ér véget, ha az összes kocka be van pakolva a táblába, egymást követően.